# Cancelliere di Firenze
Il Cancelliere di Firenze è stata la più alta magistratura della Repubblica fiorentina, del Ducato di Firenze e del Granducato di Toscana. La carica  non aveva alcun potere politico. Alcuni famosi umanisti che ricoprirono questo incarico furono Coluccio Salutati e Niccolò Machiavelli nelle funzioni di secondo cancelliere.

## Origini
Agli inizi del XV secolo in Europa non esisteva alcuna cancelleria (comunale, regia o ecclesiastica) che per importanza culturale potesse paragonarsi a quella fiorentina, essendo stata Firenze centro di propagazione dell’Umanesimo e del Rinascimento. 
Con il termine cancelleria si intende l’insieme di tutti i notai occupantisi della stesura di documenti ed atti del Comune e dei singoli organi di esso. Gli inizi della Cancelleria, a Firenze come nella maggior parte degli altri Comuni, restano oscuri. Il titolo di cancelliere (cancellarius) è documentato sin dal XII secolo, quando il Comune lo adottò dalla Cancelleria imperiale e papale. Ancora nel XIII secolo tale carica non sembra però definire alcun ufficio in particolare e pare sia utilizzata come sinonimo di notarius e scriba. A Firenze, come altrove, le autorità comunali si servivano per la loro attività burocratica di notai pubblici, i quali facevano parte della stessa corporazione dei giudici e come quest’ultimi sottostavano ad un rigido regolamento. Tuttavia dall’anno 1325 è documentata la carica di Primo Cancelliere comunale, definito quale dictator et cancellarius, dettatore e cancelliere. 

## Cancelleria fiorentina nel rinascimento

### Riforma del 1437
Nel corso del XV secolo era avvenuto nell'ambito della cancelleria fiorentina un processo di articolazione interna in settori distinti che aveva portato alla creazione − accanto alle figure di Notaio delle Riformagioni e di Cancelliere dettatore − di nuove figure quali il Secondo cancelliere ed il Notaio delle Tratte, istituite negli anni trenta del '400. L'istituzione delle nuove cariche fu necessaria per dare alla cancelleria uno strumento più flessibile, capace di recepire e dare attuazione alla volontà egemonica della famiglia Medici senza alterare il quadro istituzionale. Al Secondo cancelliere fu affidata la corrispondenza con i vari rettori del dominio, mentre al Notaio delle Tratte la supervisione e verbalizzazione dei procedimenti elettorali, il controllo sui quali costituiva la chiave di volta del sistema mediceo. Con l'età laurenziana i settori in cui si articolava la cancelleria furono in un certo senso "istituzionalizzati" e ad essi si aggiunse nel 1488 la cancelleria degli Otto di pratica. Nonostante i cambiamenti, la cancelleria è rimasta fino al 1483 nell'ambito statuario, cioè continuò ad operare nella tradizionale situazione di "sovranità limitata" in base alla quale, per riconoscere la validità dei documenti da essa elaborati, era indispensabile la redazione per mano di notaio, che costituiva il legame necessario con il Sacro Romano Impero.

### Riforma del 1483
Il processo di adeguamento della cancelleria fiorentina a quelle degli Stati dell'Italia settentrionale e nello stesso tempo di affermazione della piena sovranità del regime di cui era espressione si ebbe con la riforma del 1483; in virtù di essa la cancelleria si trasformò da organismo policentrico in una struttura gerarchica che prevedeva un vertice, uno stadio intermedio costituito da 6 segretari e dai coaudiatori. Ai due segretari dovevano spettare le competenze di Secondo cancelliere e Notaio delle Tratte; oltre ai cambiamenti strutturali, ci fu l'istituzione dei segretari, ruolo per il quale i requisiti non furono più necessari essere notai ma avere l'affidabilità, l'efficienza, l'esperienza maturata "sul campo", attraverso la familiarità con i processi di formazione della volontà politica.

## Funzioni e modalità di elezione
In quanto tale, il Cancelliere era il funzionario comunale più importante e si occupava, con l’aiuto di notai alle sue dipendenze, della stesura della corrispondenza e degli atti comunali. Egli doveva, secondo gli statuti, essere eletto dai Priori e da entrambi i collegi; essere esperto di retorica (ars dictaminis) e appartenere all’Arte dei giudici e notai. Con l'avvento dei Medici la nomina divenne di competenza signorile. La retribuzione consisteva in un salario fisso e in tasse, che il Cancelliere poteva riscuotere da clienti privati.

## Sedi
La sede della cancelleria è stato Palazzo Riccardi fino al 1541. Nel 1541 gli uffici del cancelliere si trasferirono a Palazzo Vecchio.

## Elenco dei cancellieri
| Cancelliere                               | Cancelliere                           | Governo           | Governo                         | Capo di Stato                     |
| Cancelliere                               | Cancelliere                           | Inizio            | Fine                            | Capo di Stato                     |
| ----------------------------------------- | ------------------------------------- | ----------------- | ------------------------------- | --------------------------------- |
|                                           | Monachi Ventura (1288-1348)           | 28 settembre 1340 | 18 giugno 1348 (Morto di Peste) | Priorato                          |
|                                           | Niccolò Ventura Monachi (?-1375)      | 1348              | 19 aprile 1375 (Deceduto)       | Priorato                          |
|                                           | Coluccio Salutati (1332-1406)         | 19 aprile 1375    | 4 maggio 1406 (Deceduto)        | Priorato                          |
|                                           | Leonardo Bruni (1370-1444)            | 1410              | 1411 (Rimosso dall'incarico)    | Priorato                          |
|                                           | Leonardo Bruni (1370-1444)            | 1427              | 9 marzo 1444 (Deceduto)         | Priorato                          |
| Cosimo de' Medici (1434-1464)             | Leonardo Bruni (1370-1444)            | 1427              | 9 marzo 1444 (Deceduto)         |                                   |
|                                           | Carlo Marsuppini (1398-1452)          | 1444              | 24 aprile 1453 (Deceduto)       |                                   |
|                                           | Poggio Bracciolini (1380-1459)        | 24 aprile 1453    | 1458 (Ritirato)                 |                                   |
|                                           | Benedetto Accolti (1415-1464)         | 17 aprile 1458    | 26 settembre 1464 (Deceduto)    |                                   |
| Piero il Gottoso (1464-1469 )             | Benedetto Accolti (1415-1464)         | 17 aprile 1458    | 26 settembre 1464 (Deceduto)    |                                   |
|                                           | Bartolommeo Scala (1430-1497)         | 1465              | 1497 (Deceduto)                 |                                   |
| Lorenzo de' Medici (1469-1492)            | Bartolommeo Scala (1430-1497)         | 1465              | 1497 (Deceduto)                 |                                   |
| Piero il Fatuo (1492-1494)                | Bartolommeo Scala (1430-1497)         | 1465              | 1497 (Deceduto)                 |                                   |
| Girolamo Savonarola (1494-1498)           | Bartolommeo Scala (1430-1497)         | 1465              | 1497 (Deceduto)                 |                                   |
|                                           | Marcello Virgilio Adriani (1464-1521) | febbraio 1498     | 1521 (Deceduto)                 |                                   |
| Pier Soderini (1502-1512)                 | Marcello Virgilio Adriani (1464-1521) | febbraio 1498     | 1521 (Deceduto)                 |                                   |
| Giovanni di Lorenzo de'Medici (1512-1513) | Marcello Virgilio Adriani (1464-1521) | febbraio 1498     | 1521 (Deceduto)                 |                                   |
| Giuliano de' Medici (1513-1516)           | Marcello Virgilio Adriani (1464-1521) | febbraio 1498     | 1521 (Deceduto)                 |                                   |
| Lorenzo di Piero de' Medici (1516-1519)   | Marcello Virgilio Adriani (1464-1521) | febbraio 1498     | 1521 (Deceduto)                 |                                   |
| Giuliano de' Medici (1519-1523)           | Marcello Virgilio Adriani (1464-1521) | febbraio 1498     | 1521 (Deceduto)                 |                                   |
|                                           | Francesco Campana                     | 1531              | 1546 (Deceduto)                 | Alessandro de' Medici (1527-1537) |
| Cosimo I (1537-1574)                      | Francesco Campana                     | 1531              | 1546 (Deceduto)                 |                                   |